# Diospyros galpinii
Diospyros galpinii är en tvåhjärtbladig växtart som först beskrevs av William Philip Hiern, och fick sitt nu gällande namn av De Winter. Diospyros galpinii ingår i släktet Diospyros och familjen Ebenaceae. Inga underarter finns listade i Catalogue of Life.